# Vaccinium triflorum
Vaccinium triflorum är en ljungväxtart som beskrevs av Alfred Rehder.
Vaccinium triflorum ingår i Blåbärssläktet och familjen ljungväxter. Inga underarter finns listade i Catalogue of Life.